# Mount Pleasant n.º 2
Mount Pleasant n.º 2 es un municipio rural canadiense situado en la provincia de Saskatchewan.

## Superficie
Mount Pleasant n.º 2 tiene una superficie de 772,71 km².

## Demografía
En 2021, tenía 419 habitantes, una densidad poblacional de 0,5 hab./km², y 182 viviendas.